# Baldur the Beautiful (poemat Grace Denio Litchfield)
Baldur the Beautiful – poemat epicki amerykańskiej prozaiczki i poetki Grace Denio Litchfield, opublikowany w 1910 nakładem nowojorskiego wydawnictwa G. P. Putnam's Sons. Utwór jest oparty – jak sama autorka zaznaczyła w Argumencie, czyli wstępie – na mitologii skandynawskiej, a konkretnie na Eddzie młodszej Snorrego Sturlusona. Dzieli się na trzy części, The Death of Baldur, The Journey to Hel i Ragnarök. W starogermańskich wierzeniach Ragnarök to zmierzch bogów. Utwór jest napisany w większości wierszem białym, miejscami aliterowanym (Still smiling soft; Till suddenly the silence smote on him/As it had been a blow. Doubt, dread, despair/Gripped him and drave him forward). Autorka zadedykowała poemat swojemu bratu, Edwardowi Hubbardowi Litchfieldowi. Utwór został odnotowany w wykazie dzieł inspirowanych mitologią germańską.
Zobacz też: Historia Sigurda Volsunga